# Іан Портерфілд
Іан Портерфілд (англ. Ian Porterfield, 11 лютого 1946, Данфермлін — 11 вересня 2007, Суррей) — шотландський футболіст, що грав на позиції півзахисника. По завершенні ігрової кар'єри — тренер.

## Ігрова кар'єра
У дорослому футболі дебютував 1964 року виступами за команду клубу «Рейт Роверс», в якій провів три сезони, взявши участь у 117 матчах чемпіонату.

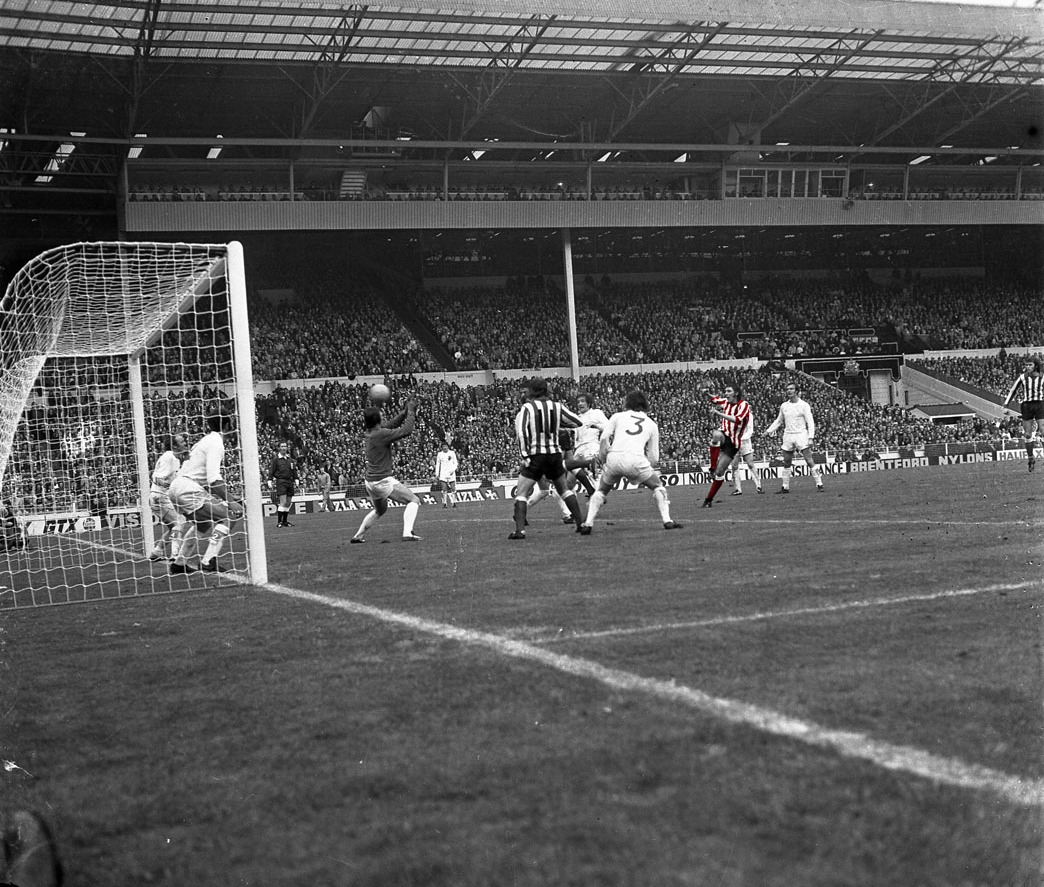
Іан Портерфілд забиває переможний м'яч у фіналі Кубка Англії 1973 року.

Своєю грою за цю команду привернув увагу представників тренерського штабу англійського «Сандерленда», до складу якого приєднався 1967 року. Відіграв за клуб з Сандерленда наступні десять сезонів своєї ігрової кар'єри, з короткочасним відходом в «Редінг» в 1976 році. Більшість часу, проведеного у складі «Сандерленда», був основним гравцем команди і забив єдиний і переможний гол на Вемблі у фіналі Кубка Англії 1973 року, що дало його команді перемогу над «Лідс Юнайтед» (1:0).
Завершив професійну ігрову кар'єру у клубі «Шеффілд Венсдей», за команду якого виступав протягом 1977—1979 років.

## Кар'єра тренера
Розпочав тренерську кар'єру відразу ж по завершенні кар'єри гравця, 1979 року, очоливши тренерський штаб клубу «Ротергем Юнайтед» і виграв першість Третього дивізіону Футбольної ліги.
6 червня 1981 року Портерфілд очолив «Шеффілд Юнайтед». Йому була дана задача витягнути клуб з Четвертого дивізіону назад в Перший за 5 сезонів. Завдання майже вдалося виконати — «Шеффілд» вийшов до Другого дивізіону. Однак Портерфілд все одно був звільнений 27 березня 1986 року.
У листопаді 1986 року він був призначений тренером «Абердина» в шотландській вищій лізі, після відходу Алекса Фергюсона в «Манчестер Юнайтед». Єдиним помітним успіхом для Іана з клубом став фінал Кубка шотландської ліги, втім у вирішальній грі «Абердин» у серії пенальті поступився «Рейджерсу». Портерфілд покинув пост 1988 року і у тому ж році був запрошений до «Челсі», де став помічником головного тренера Боббі Кемпбелла.
В жовтні 1989 року Портерфілд був призначений менеджером клубу третього дивізіону «Редінга», але був звільнений через 18 місяців, не зумівши виконати завдання, і повернувся в «Челсі», де став головним тренером після звільнення Боббі Кемпбелла. У першому сезоні 1991/92 клуб став 14-им, а в другому результати не покращились і Портерфілд був звільнений з посади 15 лютого 1993 року, ставши першим звільненим тренером в історії новоствореної Прем'єр-ліги.
Влітку 1993 року після авіакатастрофи загинув кістяк збірної Замбії. Портерфілд був призначений тренером команди, щоб відновити збірну і став з нею фіналістом Кубка африканських націй 1994 року, але незабаром він подав у відставку.
В січні 1996 року він повернувся в Англію і став помічником Коліна Тодда у клубі «Болтон Вондерерз», щоб допомогти клубу уникнути вильоту з Прем'єр-ліги, але мета досягнута не була і команда вилетіла в нижчий дивізіон.
В травні 1996 року Портерфілд потрапив у скандал з водінням у нетверезому вигляді, через що поспішно покинув посаду і в подальшому тренував збірні Зімбабве, Оману та Тринідаду і Тобаго.
У 2003 році він був призначений менеджером клубу «Пусан Ай Парк», з яким виграв Кубок Південної Кореї у 2004 році. 4 квітня 2006 року він підписав контракт з Федерацією футболу Вірменії і став тренером збірної Вірменії. Під керівництвом Портерфілда команда завдала сенсаційної поразки збірній Польщі, зіграла внічию з сербами і португальцями, а також піднялася в рейтингу ФІФА на 80 місце. На той момент це було найвище місце збірної Вірменії з моменту її заснування. Будучи хворим на рак, у важкому стані Портерфілд залишав лікарні Великої Британії, щоб особисто керувати командою, і залишився її наставником до останніх днів. 
Помер 11 вересня 2007 року на 62-му році життя у місті Суррей внаслідок раку товстої кишки. 

## Титули і досягнення

### Як гравця
- Володар Кубка Англії (1):

«Сандерленд»: 1972–73

### Як тренера
- Срібний призер Кубка африканських націй: 1994
- Переможець Карибського кубка: 2001
- Володар Кубка Південної Кореї (1):

«Пусан Ай Парк»: 2004